# Самбандга
Самбандга (Sambandha IAST) — санскритський термін, що означає «взаємозв'язок», «взаємовідносини». Є одним з понять в санскритській граматиці, яке, зокрема, пояснюється в «Магабгаш'я» Патанджалі. Самбандга або самбандга-джнана («знання про взаємини») — це також одне з трьох ключових понять в Ґаудія-вайшнавському богослов'ї. У контексті цієї традиції індуїзму, самбандга-джнана означає знання про взаємини між Всевишнім Господом Крішною, його енергіями (шакті) і джівами. Відповідно, самбандга-джнана має в собі знання про три таттви або істини: Крішна-таттви, шакті-таттви й джива-таттви.
Самбандга є Ґаудія-вайшнавізмі — це взаємовідносини між Крішною, джівою і матеріальним світом. Всі джіви вічно і нерозривно пов'язані з Крішною, який є істинним об'єктом взаємин. На досконалому рівні бгакті виникають особливі взаємини джіви з Крішною в одній з рас: як його слуги, друга, батька або коханої. Основне відношення між джівами й Крішною — це відношення слуги й того, кому служать. Здійснення садхани, що має в собі повторення імен Крішни (кіртан та джапа), звільняє людину від Майї, пробуджує в її серці прихильність до Крішни й дарує їй положення слуги у відносинах з Ним.
У ведичній літературі говориться про вічні взаємини джіви з Крішною. Інформація про ці взаємини називається самбандгою. Розуміння Джівою цих взаємин і наступні дії на основі цього розуміння називається абгідгея. Досягнення преми, або чистої любові до Крішни, і повернення у духовний світ, до товариства Крішни та його супутників — це кінцева мета життя, яка називається прайоджана.
У Ґаудія-вайшнавізмі, Санатана Госвамі є ачар'єю самбандга-джнани. Встановлене Санатаною у Вріндавані божество Мадана-Мохана асоціюється з самбандгою. Вважається, що воно допомагає подолати вплив чуттів і зосередити думки на відданому служінні Крішні (Всевишньому).